# Institut d'enseignement du musée des Arts décoratifs de Berlin

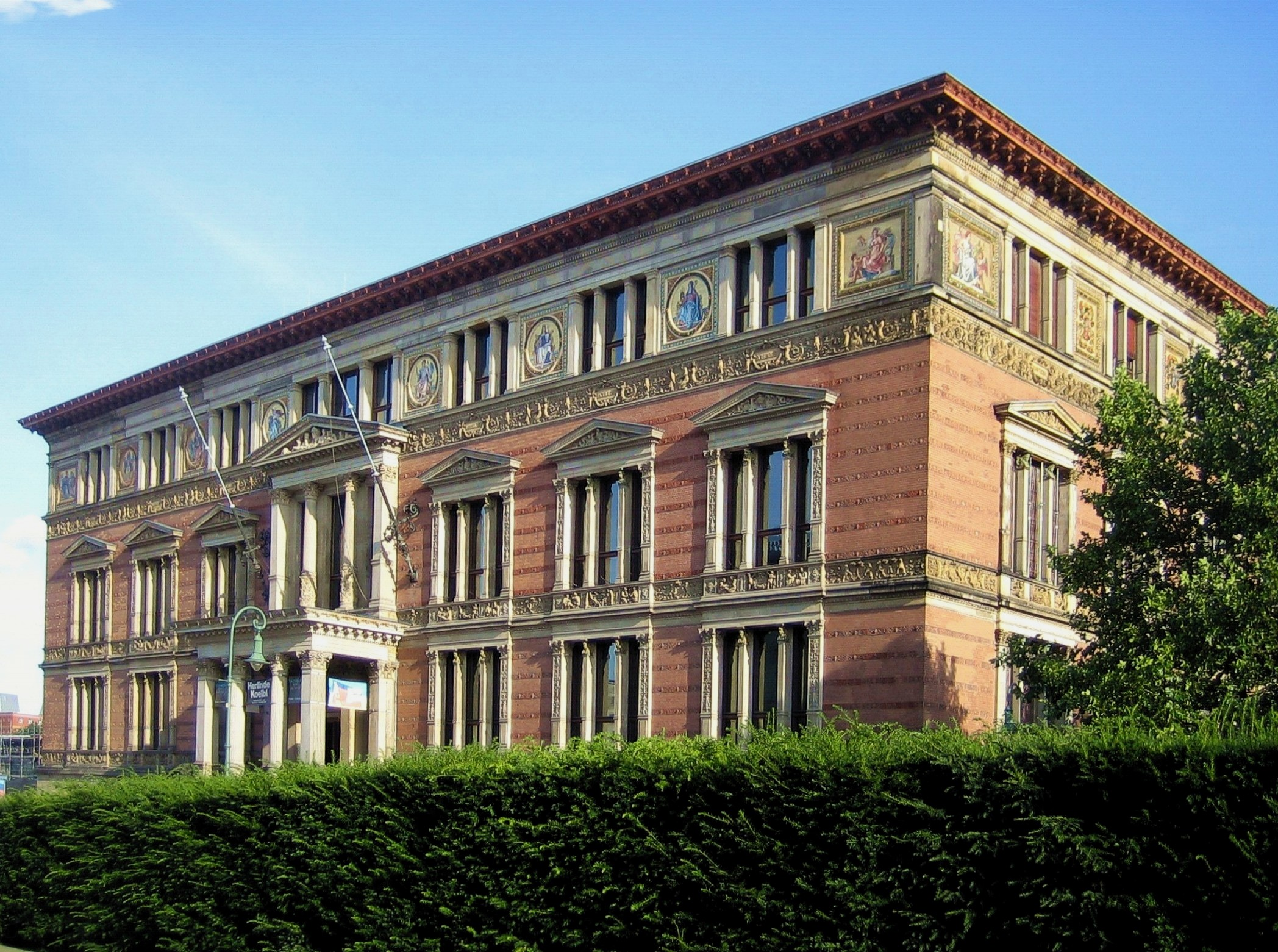
L'aile nord de l'ancien musée des Arts décoratifs, qui abrita longtemps l'institut d'enseignement

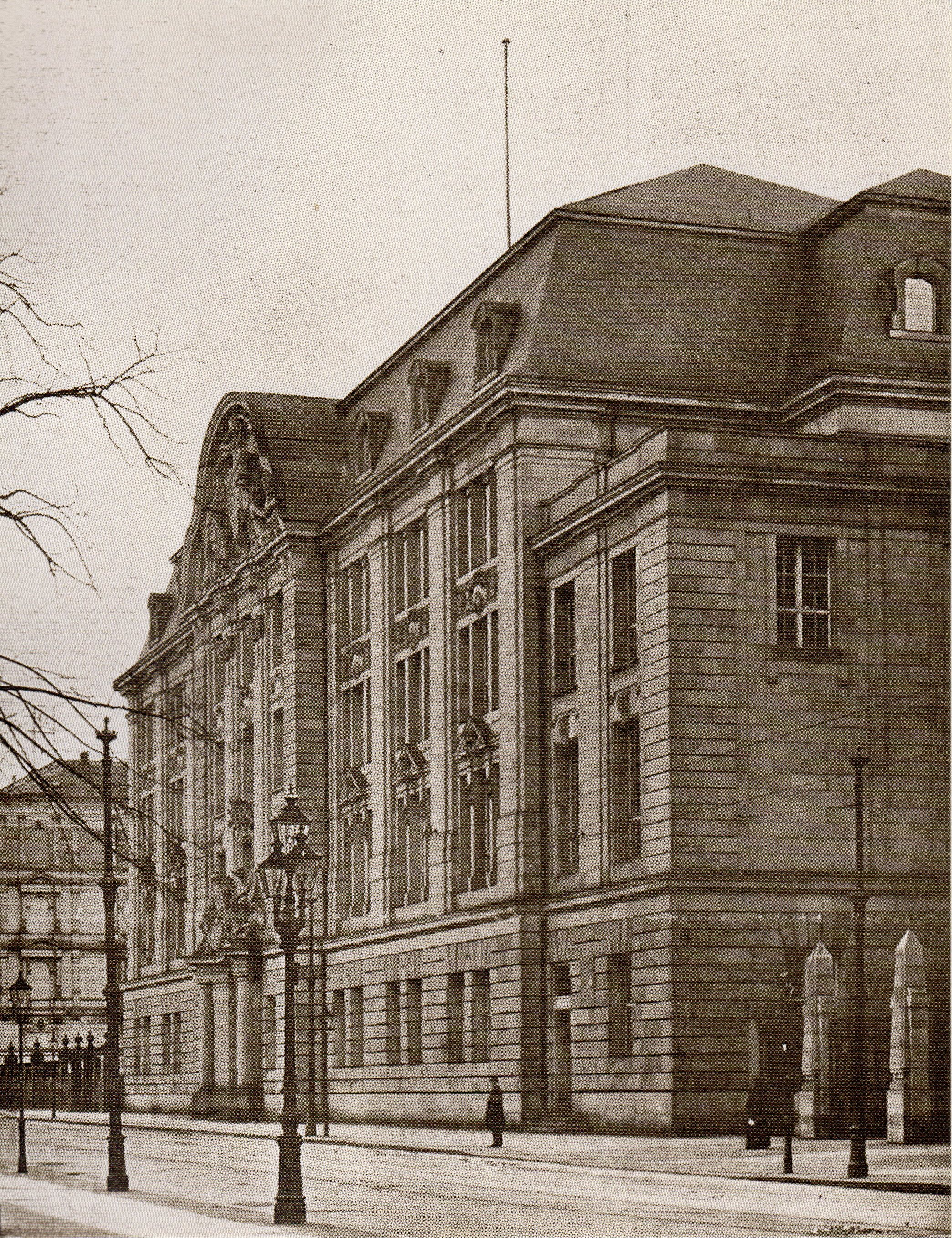
L'institut d'enseignement du musée des Arts décoratifs de la Prinz-Albrecht-Straße (aujourd'hui : Niederkirchnerstraße), nouveau bâtiment de 1905 (détruit pendant la Seconde Guerre mondiale)

L'institut d'enseignement du Musée des arts décoratifs de Berlin est fondé en 1868 à l'initiative de l'Association allemande des musées commerciaux de Berlin en tant qu'institut de formation pour le musée des Arts décoratifs fondé à la même époque. Le musée et l'école sont restés reliés à différents endroits jusqu'en 1921. Séparé du musée, l'institut de formation fusionne avec l'Université des Beaux-Arts en 1924 pour former l'École d'État unie des arts libéraux et appliqués (de). Cela en fait l'une des institutions prédécesseurs de l'actuelle Université des arts de Berlin.

## Histoire

### L'association du Musée des arts décoratifs de Berlin comme force motrice
Les expositions universelles de Londres en 1851 et de Paris en 1855 montrent la croissance de la production industrielle mais aussi la nécessité d'une promotion artistique du commerce et de l'industrie. Les collections d'échantillons sous forme de musées d'arts décoratifs et d'instituts de formation – Écoles des arts et métiers – doivent, d’une part, former les sensibilités artistiques et, d’autre part, conduire à des produits mieux conçus. À Berlin, l'Association du musée allemand des Arts et métiers de Berlin s’impose comme une force motrice.
Le 5 août 1867, l'association reçoit « par le plus haut décret » du roi (et plus tard empereur) Guillaume Ier les droits d'une personne morale. L'intercession du prince héritier Frédéric permet également d'obtenir 45 000 Marks pour l'association professionnelle provenant des fonds de l'État pour les achats à l'Exposition universelle de Paris de 1867.

### Dispositions temporaires dans des lieux changeants
L'institut d'enseignement ouvre ses portes le 12 janvier 1868, ainsi que deux salles de collections du Musée des arts décoratifs, dans l'ancien diorama de Gropius loué par l'Association allemande des musées du commerce, à l'angle de la Georgenstrasse, aujourd'hui Universitätsstraße. Les 230 étudiants suivent des cours de deux jours ainsi que quatre cours du dimanche et quatre cours du soir. Le premier directeur du Musée des Arts décoratifs et de la collection est l'architecte Conrad Grunow. Une exposition d'arts appliqués et d'artisanat de la Royal Kunstkammer, de divers palais de la famille royale et de collections privées sous le patronage du prince héritier dans l'arsenal de Berlin est à l'origine de la création d'un véritable musée des arts appliqués en tant que département distinct à l'institut d'enseignement. L'historien de l'art Julius Lessing, qui a déjà joué un rôle clé dans l'exposition à l'arsenal et dans le développement de la collection, en devient le directeur. Ernst Ewald reprend l'école et la dirige jusqu'en 1904. En raison des besoins croissants en espace et du fait que le diorama doit céder la place au train léger sur rail de Berlin, l'institut d'enseignement et le Musée des arts décoratifs déménagent fin mars 1873 dans un ancien bâtiment d'usine de la Manufacture royale de porcelaine du 4 Leipziger Straße, au coin du 120 Königgrätzer Straße, aujourd'hui Stresemannstraße.

### Le nouveau bâtiment du musée des Arts décoratifs et de l'institut d'enseignement de la Prinz-Albrecht-Straße
Entre 1877 et 1881, il est construit au 7 Prinz-Albrecht-Straße (aujourd'hui : Niederkirchnerstraße) un bâtiment séparé pour le Musée des Arts Décoratifs basé sur les plans des architectes Martin Gropius et Heino Schmieden. L'école et le musée sont également réunis dans ce nouveau bâtiment, l'actuel bâtiment Martin-Gropius. Cela influence considérablement la conception du bâtiment, comme le révèle la publication commémorative de l'ouverture de 1881. Au sous-sol, l'institut d'enseignement dispose de six salles de classe pour les cours de modelage, d'une salle de stockage de l'argile, de deux ateliers de ciselage, d'un atelier et de trois salles de collecte de moulages en plâtre. L'entrée principale commune de l'école et du musée se trouve du côté nord du rez-de-chaussée. Le couloir de droite mène à la bibliothèque et à sa salle de lecture ainsi qu'à l'escalier intérieur de l'établissement d'enseignement. Le couloir de gauche mène aux locaux administratifs, dont certains sont situés sur une mezzanine en retrait. Au premier étage, toujours du côté nord, se trouvent des salles de classe supplémentaires pour les cours de jour et des studios pour les professeurs. Le deuxième étage, entièrement destiné à l'enseignement, comprend, outre d'autres studios et salles de classe pour les cours du jour, la salle des professeurs, des salles de classe pour les cours du soir, des salles de réunion et, au-dessus de l'escalier principal sud, une salle de conférence pour 260 personnes.

### Croissance et élargissement
L'école, nommée Institut d'État en 1885, ne cesse de croître, si bien qu'il faut louer des locaux supplémentaires au 89 de la Wilhelmstraße. Entre 1901 et 1905, l'institut d'enseignement construit une extension sur la propriété voisine du 8 Prinz-Albrecht-Straße sous la direction de la construction de Georg Büttner (de), qui est inaugurée le 1er octobre 1905. Dans l'aile ouest de l'extension, la bibliothèque du musée des Ats décoratifs, devenue depuis 1894 un département à part entière du musée, trouve un nouvel espace. Elle s'est considérablement agrandie grâce à la collection de dessins ornementaux à la main de l'architecte parisien Gabriel-Hippolyte Destailleur, acquis en 1886, et à la bibliothèque de costumes de l'éditeur berlinois Franz von Lipperheide (de).

### Association avec l'Université des Beaux-Arts
Après la mort du directeur de longue date Ernst Ewald et du directeur par intérim Viktor Paul Mohn (de) de 1905 à 1906, l'architecte Bruno Paul prend la direction de l'école en 1907. Lorsque le musée déménage au Château de Berlin en 1921, l'institut d'enseignement du musée se sépare de l'association des musées d'État. L'objectif du directeur Bruno Paul est d'unir l'institut d'enseignement à l'Université des Beaux-Arts. Après la fusion réussie des deux instituts le 1er octobre 1924, il prend la direction générale de la nouvelle École d'État unie des arts libéraux et appliqués (de) au 33 Hardenbergstraße (de) à Berlin-Charlottenbourg jusqu'en 1933
La bibliothèque du Musée des Arts décoratifs, rebaptisée Bibliothèque d'art de l'État en 1924, est restée au 8 Prinz-Albrecht-Straße. Les ateliers du grenier sont encore loués à des artistes. Les anciennes salles de classe sont louées par une entreprise privée dont le contrat de location expire le 31 mars 1933. La Gestapo prend ensuite possession de l'immeuble et y installe en 1939 la centrale de la Gestapo en tant que bureau IV de l'Office centrale de la sécurité du Reich. Le bâtiment subit de graves dommages de guerre en 1944 et 1945 et est démoli en 1953/1954. Les caves et les fondations de l'ancien institut d'enseignement, découverts en 1986/1987, sont aujourd'hui visibles dans l'exposition Topographie de la terreur

## La formation
L'objectif de l'école est de former des étudiants dans les différents domaines de l'artisanat et de l'industrie de l'art. L'école se compose de deux départements indépendants : l'école de jour et l'école du soir. L'école de jour propose des cours spécialisés en nombre et en contenu variables dans les principaux domaines de l'architecture, de la sculpture et de la peinture. En 1896, la série de livres Berlin und seine Bauten nomme des cours dans les domaines du « dessin architectural, modelage, gravure, peinture décorative, sculpture sur bois, peinture sur émail, dessin de figures, peinture et dessin de motifs, gravure sur cuivre, gravure et broderie d'art ». Contrairement aux classes spécialisées orientées vers la pratique de l'école de jour avec studios et ateliers de formation, l'école du soir propose « des cours généraux et théoriques qui soutiennent toutes les activités artistiques et artisanales ». Les étudiants des classes de jour suivent donc également des cours du soir pour compléter leur formation antérieure. Pour l'admission, l'établissement d'enseignement exige des connaissances dans un domaine artisanal et artistique, que les jeunes ont en grande partie acquises à l'École royale des beaux-arts de Berlin (de) du 75 Klosterstraße (de), qui sert d'« école préparatoire ». Un examen d'entrée doit être passé pour l'école de jour, tandis que quelques épreuves suffisent pour l'école du soir.

## Professeurs et étudiants éminents

### Professeurs
Outre les administrateurs susmentionnés Ernst Ewald, Paul Mohn et Bruno Paul, Hans Bernoulli, Karl Blossfeldt, Wilhelm Büning (de), Wilhelm Cremer (de), Emil Doepler, Ludwig Gies, Alfred Grenander, Ernst Henseler (de), Meinhard Jacoby (de), Max Kaus, Max Friedrich Koch, Leo von König (de), Otto Lessing, Ferdinand Luthmer (de), Moritz Meurer (de), Emil Orlik, Edmund Schaefer (de), Ernst Johann Schaller (de), Karl-Tobias Schwab, Franz Skarbina, Ludwig Sütterlin, Adolf Strübe (de), Paul Thiersch (de), Joseph Wackerle (de), Emil Rudolf Weiß, Otto Stichling (de) et Richard Wolffenstein (de) ont enseigné à l'institut d'enseignement.

### Élèves
Otto Bollhagen (de), Johann Michael Bossard (de), Carl Buchheister, Josef Fenneker (de), Bernhard Frydag (de), August Gaul, Otto Gussmann, Arminius Hasemann (de), Erich Kips (de), Peter Kollwitz (de), Karl Friedrich Lippmann (de), Ludwig Mies van der Rohe, Oskar Nerlinger (de), Julius Preller (de), Adolf Rettelbusch, Karl Peter Röhl (de), Otto Schmidt-Hofer (de) et Egon Tschirch (de), Margarete Scheel ne sont que quelques exemples du grand groupe d'étudiants qui ont étudie à l'institut au cours de ses plus de 50 années d'existence.